# Mohamed Diamé

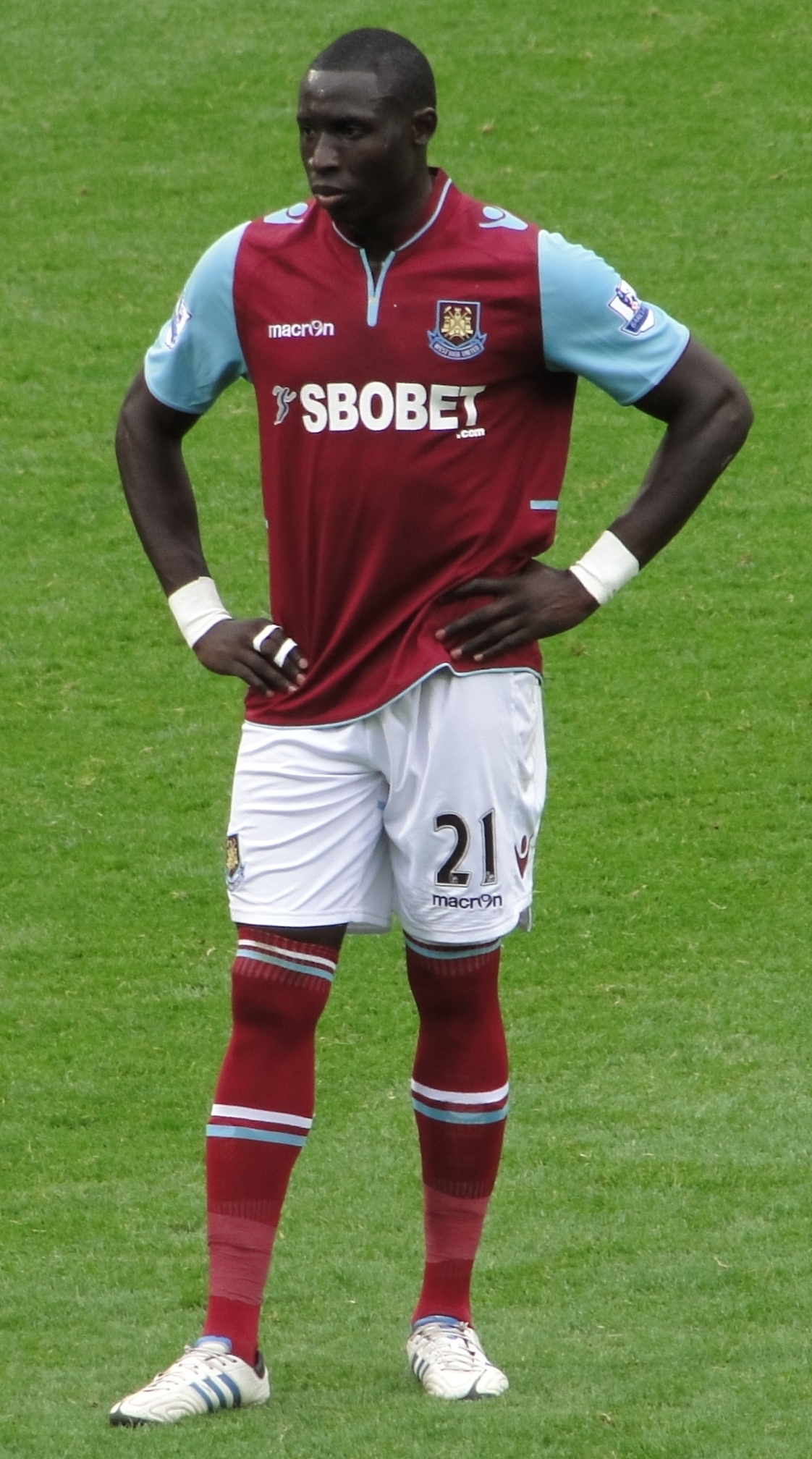
Mohamed Diamé no West Ham United em 2012

Mohamed Diamé é um futebolista naturalizado senegalês, nascido na França, que atua como meia. Atualmente, joga pelo clube inglês Newcastle.

## Carreira
Mohamed Diamé representou o elenco da Seleção Senegalesa de Futebol no Campeonato Africano das Nações de 2017.